# 何進 (英國外交官)
何進爵士，KCVO，GCE，CMG（英語：Sir James William Hodge，1943年12月24日—），男，英國外交官，熟悉東亞政治，1966年至2003年任職於英國外交部，曾於日本東京及丹麥哥本哈根等地的英國駐外使館供職，1995年至英國駐華大使館任公使，1996年出任英國駐泰國大使，2000年至2003年任第三任英國駐港總領事。

## 生平

### 早年生涯
何進在1943年12月24日生於蘇格蘭愛丁堡，父母分別為威廉·霍奇（William Hodge）及凱瑟琳·卡登（Catherine Carden）。何進早年入讀愛丁堡的聖十字學院，後來升讀愛丁堡大學，主修英國語文及文學，專研中世紀文學，1965年取得獎學金到冰島進修，1966年從愛丁堡大學取得文學碩士榮譽學位畢業。

### 外交生涯
大學畢業後，何進旋於1966年加入英國外交部，1967年被派往位於東京的英國駐日大使館任三等秘書，就任前曾短暫逗留香港學習日語。在1970年，他獲擢升任二等秘書，主管情報事務，至1972年調返倫敦總部，1975年再獲外派到拉各斯的駐尼日利亞使館任一等秘書，起先兼任使館發展科主管，後又改而兼任衡平科主管，後來復於1978年再度調返倫敦。
在1981年，何進獲第二度派到駐日大使館，擔任一等秘書，統籌經貿事宜，1982年出任使館的商務參贊，隨後至1986年調往丹麥首都哥本哈根，在當地使館任職顧問及副館長。何進在1990年調回倫敦，至1994年被送到皇家國防學院進修，其後自1995年至1996年到北京的英國駐華大使館任公使。何進在1996年初先獲英廷頒授CMG勳銜，不久以後獲任命為英國駐泰國大使，故又在同年稍後時間獲授KCVO勳銜，成為爵士。在任駐泰國大使期間，他也兼任英國駐老撾大使，但僅在駐泰大使館辦公。
何進爵士於2000年卸任駐泰國及老撾大使，旋於2000年8月接替貝恩德爵士出任第三任英國駐香港及澳門總領事，任內見證香港爆發「SARS」及《基本法23條》立法爭議，他曾建議港府應就立法一事重新進行諮詢。何進爵士於2003年11月卸任榮休，結束37年的外交生涯。

### 退休生涯
何進爵士退休以後並無特別參與大量職務，僅自2007年起任退休金顧問學會（Society of Pension Consultants）主席。另外，多所大學亦在他退休後，向他頒贈榮譽學位，其中，北愛爾蘭的阿爾斯特大學在2003年向他頒授榮譽文學博士學位，而英格蘭利物浦大學則在2004年向他頒授榮譽法學博士學位。

## 家庭
何進爵士在1970年娶法蘭西絲·瑪格麗特·康尼（Frances Margaret Coyne）為妻，夫婦倆共育有三名女兒，全部已經大學畢業。法蘭西絲本身為歷史學家，專門研究英國都鐸王朝及斯圖亞特王朝歷史，並曾於英國本土及海外各地任教。何進爵士的興趣包括閱讀及音樂，另外亦有語言天份，略懂日語、丹麥語、法語、意大利語、冰島語及葡語，在任駐港總領事時曾習廣東話，他在1990年取得特許語言學會（Chartered Institute of Linguists）會員資格。

## 榮譽

### 榮銜
- M.C.I.L. （1990年）
- C.M.G. （1996年）
- K.C.V.O. （1996年）
- 白象勳章大十字騎士章（一等） （1996年）

### 榮譽學位
- 榮譽文學博士
  - 阿爾斯特大學 （2003年）
- 榮譽法學博士
  - 利物浦大學 （2004年）

## 外部連結
- 英國駐香港及澳門總領事館 （页面存档备份，存于）
- 退休金顧問學會 （页面存档备份，存于）

| 外交職務                 | 外交職務                                  | 外交職務           |
| ------------------------ | ----------------------------------------- | ------------------ |
| 前任： 克里斯蒂安·阿當斯 | 英國駐泰國大使 1992年－1995年             | 繼任： 巴尼·史密斯 |
| 前任： 貝恩德爵士        | 第3任英國駐港總領事 2000年8月－2003年11月 | 繼任： 柏聖文      |